# Голландская линия водной обороны
Голландская линия водной обороны, голландская ватерлиния (нидерл. Hollandsche Waterlinie, совр: Hollandse Waterlinie) — серия оборонительных сооружений на воде, задуманных Морицем Оранским в начале XVII века и реализованных его сводным братом, Фредериком Генрихом. В сочетании с естественными водоёмами, линия водной обороны могла быть использована для превращения Голландии, самой западной области Нидерландов, прилегающей к Северному морю, практически в остров. В XIX веке линия была продлена до Утрехта.
26 июля 2021 года линия была включена в список Всемирного наследия ЮНЕСКО.

## История
В начале Восьмидесятилетней войны за независимость против Испании голландцы поняли, что затопление низменных территорий является отличной защитой от вражеских войск. Это было продемонстрировано, например, во время осады Лейдена в 1574 году. Во второй половине войны, когда провинция Голландия была освобождена от испанских войск, Мориц Оранский планировал защитить её линией затопленных земель, защищенных крепостями, которая проходила от залива Зёйдерзе (нынешний Эйсселмер) до реки Ваал.

### Старая голландская линия водной обороны

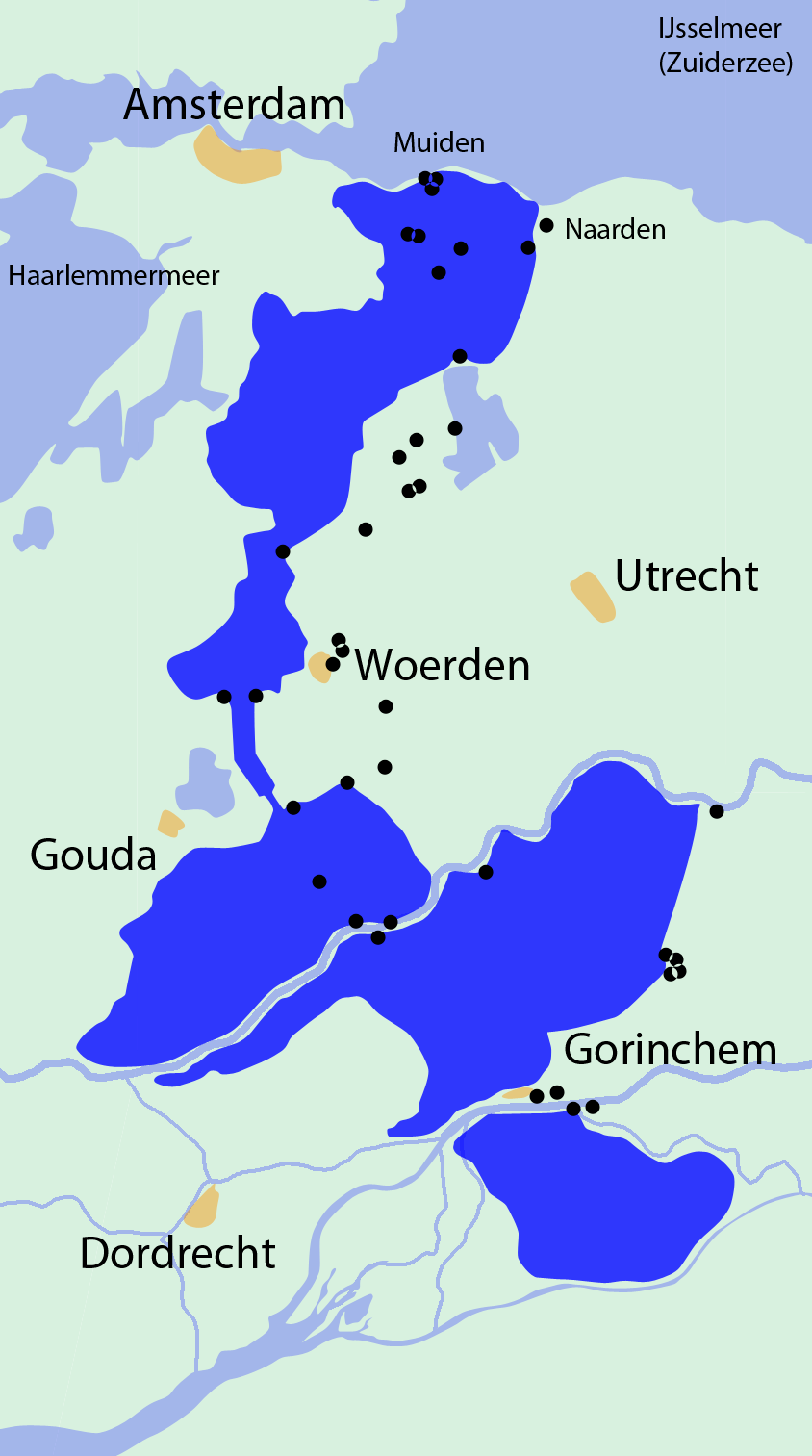
Карта старой линии водной обороны

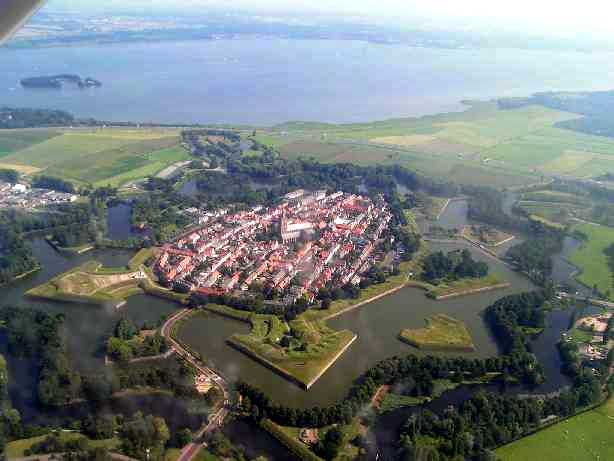
Вид с воздуха на укреплённый город Нарден; хорошо видно звёздчатое расположение земляных бастионов, спроектированных в начале пороховой эры для размещения выносных орудий, чтобы заставить противника держаться на расстоянии и таким образом защитить сам город от обстрела

В 1629 году принц Фредерик Генрих приступил к реализации плана. В дамбах были построены шлюзы, а в стратегических точках вдоль линии были созданы форты и укреплённые города с пушками, прикрывающими дамбы, пересекающие линию воды. Уровень воды в затопленных районах тщательно поддерживался на уровне, достаточно глубоком, чтобы сделать пешее продвижение опасным, и достаточно мелком, чтобы исключить эффективное использование лодок (кроме плоскодонных орудийных барж, использовавшихся голландскими защитниками). Под уровнем воды скрывались дополнительные препятствия, такие как рвы и волчьи ямы (а гораздо позже — колючая проволока и мины). Деревья, высаженные вдоль дамб, могли быть превращены в засеку во время войны. В зимнее время уровень воды можно было регулировать, чтобы ослабить ледяной покров, а сам лёд можно было использовать для создания дополнительных препятствий, чтобы дольше подвергать наступающие войска обстрелу со стороны защитников.
Голландская линия водной обороны доказала свою ценность менее чем через сорок лет после строительства, во время Франко-голландской войны (или Третьей англо-голландской войны) (1672), когда она помешала войскам Людовика XIV завоевать Голландию, хотя зимой линия замёрзла, и стала практически бесполезной. В 1794 и 1795 годах революционные французские армии преодолели голландскую линию водной обороны только благодаря сильному морозу, который прочно заморозил затопленные участки.

### Новая голландская линия водной обороны

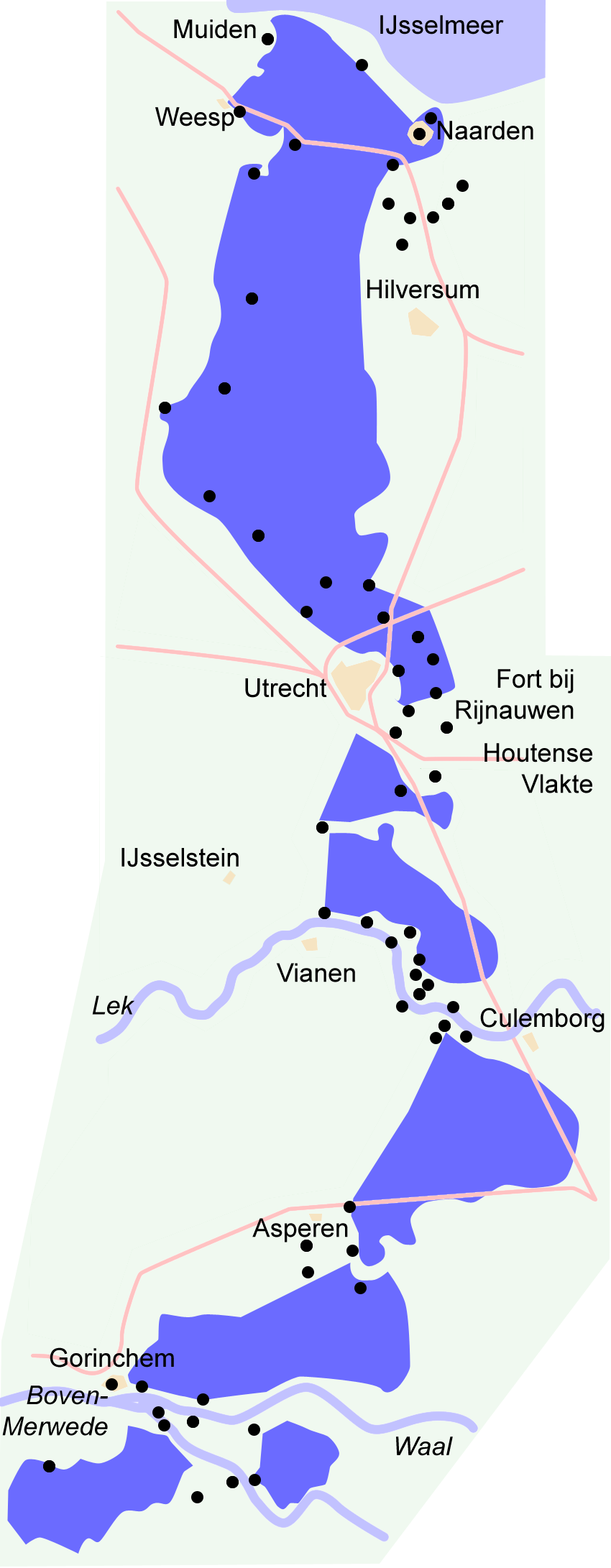
Карта новой линии водной обороны

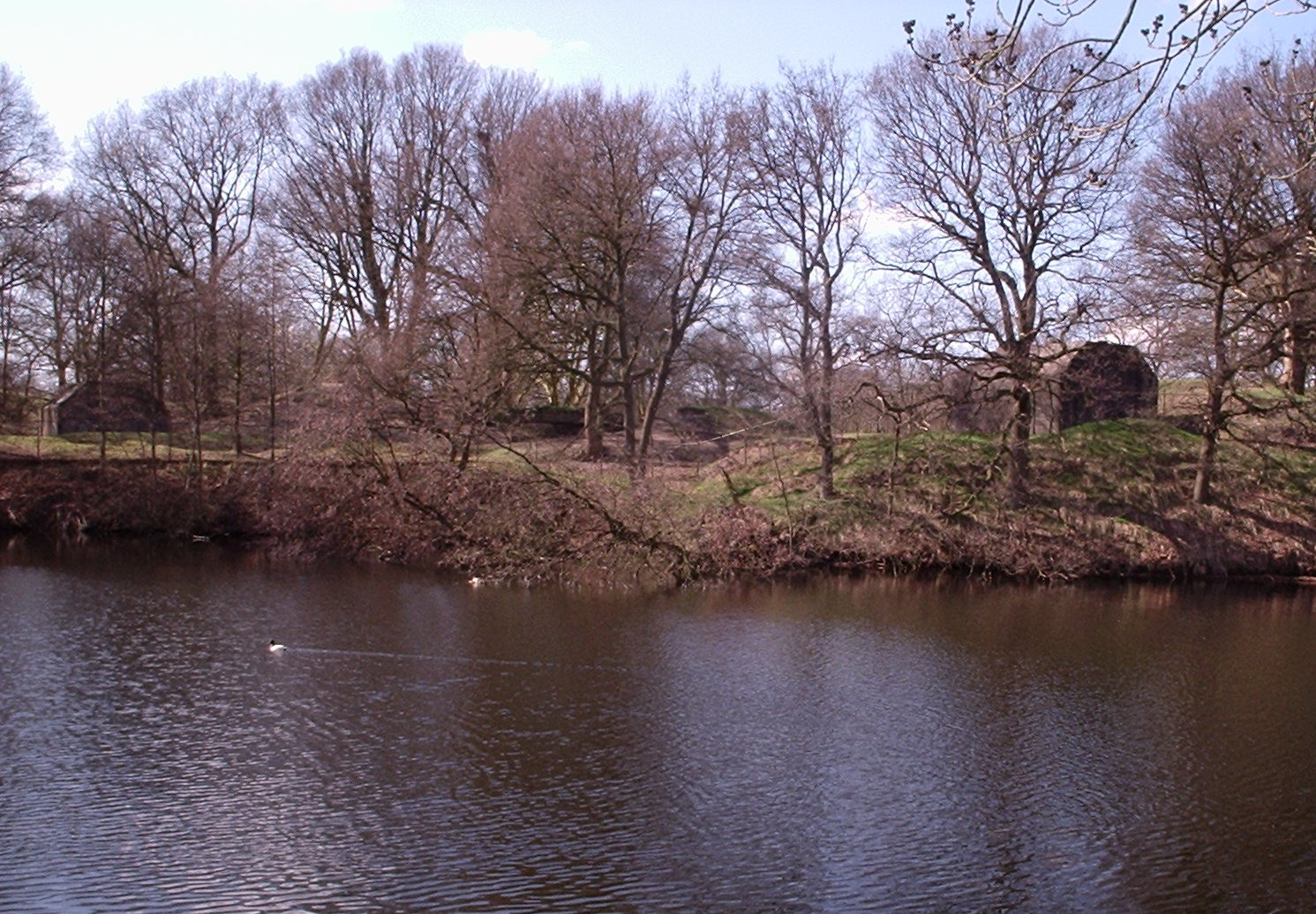
Бетонные укрытия в форте Рёйгенхук

После окончательного поражения Наполеона в 1815 году в битве при Ватерлоо было образовано Объединённое королевство Нидерландов. Вскоре после этого король Виллем I решил модернизировать линию водной обороны. Она была продлена на восток от Утрехта.
В последующие 100 лет главной оборонительной линией Нидерландов стала новая линия водной обороны. В XIX веке она была расширена и модернизирована, на ней появились форты с круглыми орудийными башнями, напоминающими башни Мартелло. Во время франко-прусской войны 1870 года и Первой мировой войны линия была мобилизована, но не подвергалась атакам.
К началу Второй мировой войны большинство земляных и кирпичных укреплений линии были слишком уязвимы для современной артиллерии и бомб, чтобы выдержать длительную осаду. Для исправления ситуации было построено большое количество дотов. Однако голландцы решили использовать восточную главную линию обороны, линию Греббе, и отвели второстепенную роль линии водной обороны.
Когда 13 мая линия Греббе была прорвана, полевая армия была отведена на линию водной обороны. Однако современная тактика позволяет обойти фиксированные линии обороны, как это произошло при штурме французской линии Мажино. Пока голландская армия вела бои на линии Греббе, немецкие воздушно-десантные войска неожиданно захватили южные подступы к району «крепость Голландия», ключевыми точками которых были мосты в Мурдейке, Дордрехте и Роттердаме. Когда сопротивление не прекратилось, немцы принудили голландцев к капитуляции воздушной бомбардировкой Роттердама и угрозой бомбардировки Утрехта и Амстердама.
С момента создания в 1815 году и до последней модернизации в 1940 году на новую линию водной обороны было потрачено около 50 миллиардов евро (в пересчёте на современные деньги).
После Второй мировой войны правительство Нидерландов переработало идею линии водной обороны, чтобы противостоять возможному советскому вторжению. Эта третья версия линии была построена восточнее, на реке Эйссел (Линия Эйссел) и в Гелдерланде. В случае вторжения вода Рейна и Ваала должна была отводиться в Эйссел, затопляя реку и прилегающие земли. План обороны так и не был использован, и в 1964 году голландское правительство от него отказалось.

#### Параметры
| Длина               | 85 км        |
| Ширина              | 3—5 км       |
| Площадь             | 50 000 га    |
| Защитных сооружений | 60           |
| Зон затопления      | 10 бассейнов |

### В настоящее время

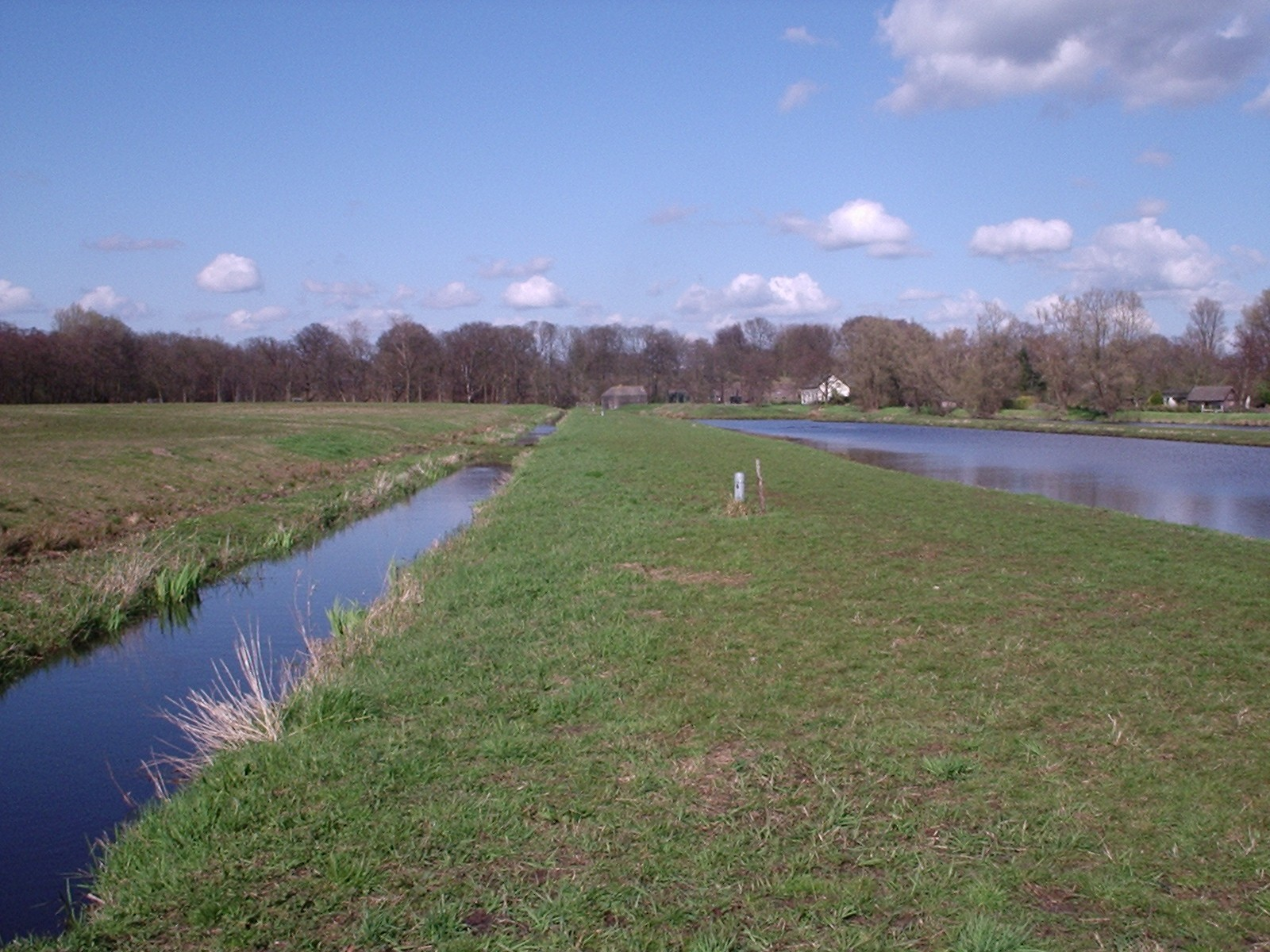
Зона затопления возле форта Рёйгенхук

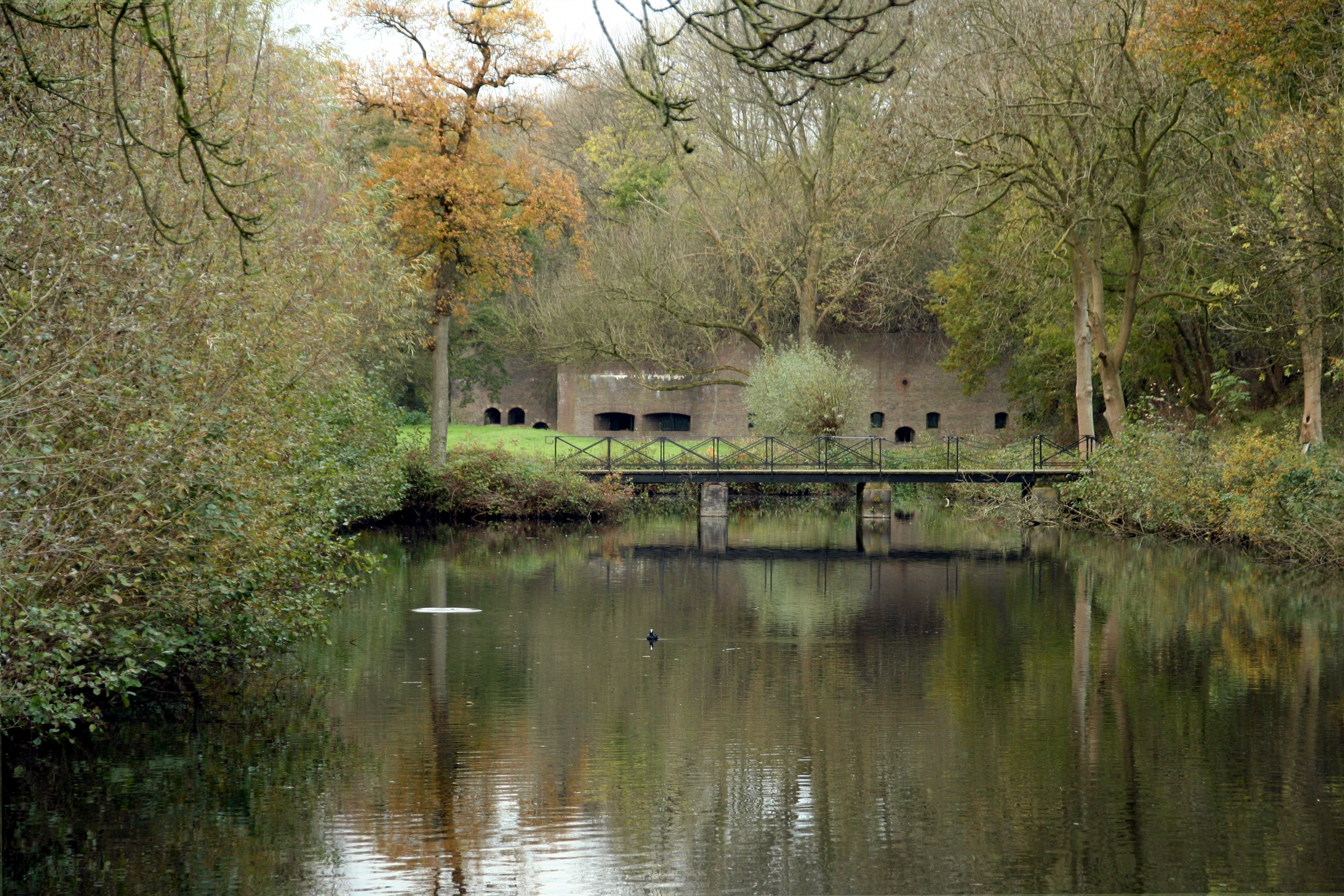
Вид на форт Рейнаувен с улицы Воссегатседейк

Сегодня многие из фортов находятся в разной степени сохранности. Возрождается интерес к линии водной обороны из-за её природной красоты. Организуются велосипедные туры и пешие маршруты, темой которых является линия. Некоторые форты открыты для ночлега велосипедистов/туристов. Другие имеют разнообразное назначение, например, Утрехтский университет разместил свой ботанический сад в форте Хофддейк.
В связи с уникальным характером линии, голландское правительство рассматривало вопрос о том, чтобы включить всю оборонительную линию в список Всемирного наследия ЮНЕСКО, как это было сделано с кольцом крепостей вокруг Амстердама. 26 июля 2021 года линия была включена в список объектов Всемирного наследия ЮНЕСКО.
25-летний план развития линии был разработан художницей Агнес Денес.
В 2010 году один из фортов линии, Бункер 599, был открыт как общедоступное произведение искусства. Бункер был распилен, через него проложена пешеходная дорожка, образующая инсталляцию, позволяющую заглянуть внутрь и сквозь бункер.

## Форты и укреплённые города на новой линии водной обороны
Для защиты слабых мест на линии водной обороны был построен ряд фортов и укреплённых населённых пунктов.
Форты в порядке расположения по линии с севера на юг (список неполный).
Форты, построенные для защиты города, упоминаются с указанием соответствующего города в скобках.
- Постоянная батарея Де-Вестбаттерей (Мёйден)
- Замок Мёйдерслот (Мёйден)
- Укреплённый город Мёйден
- Укреплённый город Весп
- Форт на Оссенмаркт (Весп)
- Форт Эйтермер
- Форт Хиндердам
- Форт Рондёйт (Нарден)
- Укреплённый город Нарден
- Постоянные батареи в Карнемелкслот (Нарден)
- Форт Кейкёйт
- Форт Спион
- Форт Ньиверслёйс
- Форт близ Тинховена
- Форт-ан-де-Клоп (Утрехт)
- Форт-де-Гагел (Утрехт)
- Форт в Рёйгенхукседейке (Утрехт)
- Форт Блаувкапел (Утрехт)
- Форт Вордорпсдейк (Утрехт)
- Форт на Билтстрат (Утрехт)
- Малый форт Верк на Хофддейк (Утрехт)
- Форт близ Рейнаувена (Утрехт)
- Люнеттен, серия люнетов (небольших крепостей в форме полумесяца):

- Люнет I (Утрехт)
- Люнет II (Утрехт)
- Люнет III (Утрехт)
- Люнет IV (Утрехт)

- Форт близ Вехтена (Утрехт)
- Форт близ Хемелтье
- Форт близ Ютфаса[англ.] (Ньивегейн)
- Малый форт Верк в Валсе Ветеринг
- Малый форт Верк в Корте Уитвег
- Люнет в Снел
- Форт Хонсвейк
- Малый форт Верк в Груневеге
- Форт Эвердинген
- Малый форт Верк в Спуле
- Форт Паннерден[англ.]
- Форт Бовен-Лент
- Малый форт Верк на железной дороге в Дифдейке
- Форт близ Асперена[англ.]
- Форт близ Ньив-Стег
- Форт близ Вурена[англ.]
- Укреплённый город Горинхем
- Укреплённый город Ваудрихем[англ.]
- Замок Лувестейн
- Малый форт Верк в Баккерскил
- Форт Стёргат
- Форт на Уппелсе-Дейк (Форт Алтена)
- Форт Гиссен

### Голландские линии водной обороны
- Линия оборонительных сооружений Амстердама
- Фризская линия водной обороны[англ.]
- Линия Греббе[англ.]
- Линия Эйссел[англ.]
- Линия Маас
- Линия Пел-Рам[англ.]
- Линия водной обороны Западного Брабанта[англ.]

### Другое
- Оборонительные линии Нидерландов[англ.]
- Проект Пересекая границы[англ.]
- Список фортификационных сооружений[англ.]